# Peña Ubiña
A Peña Ubiña (em castelhano) ou Penubina (em asturiano) é uma montanha com 2 417 metros de altitude. É uma das mais altas da Cordilheira Cantábrica, e, juntamente com os Picos del Fontán, a mais alta do Maciço de Ubiña. O topónimo Ubiña (Ubina ou Obina) procede do adjetivo latino "albinus", de "cor branca", tal como os topónimos Oviñana e Ouviñana 
Situa-se na fronteira entre as Astúrias e a província de Leão, no limite entre município asturiano de Lena e o município leonês de San Emiliano. É visível da cidade de Leão e é um dos picos mais importantes e conhecidos da província de Leão  e das Astúrias, e um dos mais visitados. Não fica longe do passo de montanha de Puerto de la Ventana, na região chamada Babia. Outros picos do mesmo maciço são Portillín com 2 365 m, El Siete (2 386 m), El Prao (2 364 m), El Fontán (2 408 m), Colinas (2 215 m) e Peña Ubiña la Pequeña.